# Stigmella nigriverticella
Stigmella nigriverticella là một loài bướm đêm thuộc họ Nepticulidae. Nó được tìm thấy ở Texas, Cincinnati, Ohio, New York, Arkansas, Pennsylvania và Kentucky.
Sải cánh dài 4.4-5.2 mm. There are probably three generations per year.
Specimens have been taken on the trunk of wild cherry but there is no other evidence to verify that this is the host plant.